# Paolo, Cirillo e compagni
Paolo, Cirillo e compagni furono un gruppo di santi martiri di Antiochia di Siria, ricordati il 20 marzo nel martirologio geronimiano e nel martirologio romano.

## Culto
Il martirologio geronimiano menziona il giorno XIII delle calende di aprile, ossia il 20 marzo, un gruppo di 10 santi della Siria, i cui nomi sono: Paolo, Cirillo, Eugenio, Serapione, Tigrino, Claudio, Esuperio, Vittorico, Valentino e Domno. Usuardo, nel suo martirologio, riduce il numero di questi santi a 7, ma ne menziona solo 3: In Syria sanctorum Pauli, Cyrilli, Eugenii cum aliis quattuor.
Secondo Hippolyte Delehaye, questi santi avrebbero subito il martirio a Antiochia di Siria, come Giuseppe, altro santo che il martirologio geronimiano menziona lo stesso giorno. Secondo lo stesso autore, di questi dieci santi solo Paolo e Cirillo sarebbero sicuri, assieme a Domno, che identifica con l'omonimo patriarca vissuto nella seconda metà del III secolo; per gli altri santi si naviga nel campo delle ipotesi.
Cesare Baronio prese dal martirologio di Usuardo la menzione di questi sette santi e li inserì nel martirologio romano. Un'ulteriore modifica è stata introdotta con la riforma del martirologio romano fatta dopo il Concilio Vaticano II, che ha ridotto il numero di questi santi a due soli:
(Martirologio Romano. Riformato a norma dei decreti del Concilio ecumenico Vaticano II e promulgato da papa Giovanni Paolo II, Città del Vaticano, 2004, p. 270)